# Costa Masnaga
Costa Masnaga település Olaszországban, Lombardia régióban, Lecco megyében. Lakosainak száma 4752 fő (2023. január 1.). Costa Masnaga Garbagnate Monastero, Merone, Molteno, Nibionno, Rogeno, Bulciago és Lambrugo községekkel határos.

## Népesség
A település lakossága az elmúlt években az alábbi módon változott:
| Lakosok száma | 4861 | 4839 | 4752 |
|               | 2017 | 2018 | 2023 |